# كارل برونر (متسابق على الجليد بمزلاجة)
كارل برونر (بالإيطالية: Karl Brunner)‏ هو متسابق على الجليد بمزلاجة إيطالي، ولد في 19 مايو 1951 في أولانج (إيطاليا) في إيطاليا.

## وصلات خارجية
- كارل برونر على موقع أوليمبيديا (الإنجليزية)
- كارل برونر على موقع اللجنة الأولمبية الإيطالية (الإيطالية)